# Pilosocereus brasiliensis ssp. ruschianus
Pilosocereus brasiliensis ssp. ruschianus es una especie de planta en la familia Cactaceae.

## Hábitat
Es endémica de Brasil en Espírito Santo y Río de Janeiro.

## Descripción
Es un cactus arbustivo columnar espinoso.